# Mieczysław Rzepiela
Mieczysław Bolesław Rzepiela (ur. 20 grudnia 1919 w Wełdzirzu, zm. 30 maja 2007) – polski działacz ruchu ludowego, ekonomista i polityk, poseł na Sejm PRL VI, VII i VIII kadencji.

## Życiorys
W czasie okupacji walczył w oddziałach partyzanckich Batalionów Chłopskich. Po wojnie pełnił funkcję instruktora przy Powiatowym Związku Samopomocy Chłopskiej w Głubczycach, którego od października 1946 do czerwca 1948 był prezesem. W marcu 1946 wstąpił do Stronnictwa Ludowego, w którym do 1947 był prezesem Powiatowego Zarządu w Głubczycach (pozostał następnie członkiem jego prezydium). W 1946 przystąpił także do Związku Młodzieży Wiejskiej RP „Wici”, z którym w 1948 wszedł w skład Związku Młodzieży Polskiej (był jego członkiem do 1957). Uzyskał wykształcenie wyższe ekonomiczne w Wyższej Szkole Ekonomicznej we Wrocławiu. W 1949 wraz z SL przystąpił do Zjednoczonego Stronnictwa Ludowego, w którym do 1950 nadal zasiadał w Powiatowym Komitecie Wykonawczym w Głubczycach, po czym przeszedł do pracy w aparacie Wojewódzkiego Komitetu Wykonawczego w Opolu. W latach 1950–1953 pełnił funkcję prezesa tamtejszego Wojewódzkiego Związku Spółdzielni „Samopomoc Chłopska”, a w 1953 w Szczecinie i wiceprezesa WZS „SCh” w Lublinie. Od stycznia 1954 do lipca 1968 był prezesem Wojewódzkiego Związku Spółdzielni Mleczarskich w Opolu. Od 1961 do 1969 był radnym tamtejszej Wojewódzkiej Rady Narodowej. W 1962 zasiadł w prezydium Wojewódzkiego Komitetu ZSL w Opolu, w 1968 awansował na funkcję jego wiceprezesa, a od października 1970 do kwietnia 1981 był prezesem WK. W latach 1964–1969 zasiadał w Głównej Komisji Rewizyjnej Naczelnego Komitetu partii, a następnie był zastępcą członka (1969–1973) i członkiem (1973–1984) NK ZSL. W październiku 1970 został wiceprzewodniczącym WK Frontu Jedności Narodu w Opolu. W latach 1980–1983 przewodniczył WRN w Opolu, a następnie (do 1985) był jej starszym inspektorem.
W 1972, 1976 i 1980 uzyskiwał mandat posła na Sejm PRL VI, VII i VIII kadencji z okręgu Kędzierzyn-Koźle (po raz pierwszy jeszcze w okręgu Koźle). W VI kadencji zasiadał w Komisji Drobnej Wytwórczości, Spółdzielczości Pracy i Rzemiosła, a w VII kadencji w Komisji Planu Gospodarczego, Budżetu i Finansów. W trakcie VIII kadencji był zastępcą przewodniczącego Komisji Budownictwa i Przemysłu Materiałów Budowlanych, ponadto zasiadał w Komisji Górnictwa, Energetyki i Chemii oraz Komisjach Nadzwyczajnych do rozpatrzenia projektu ustawy o radach narodowych i samorządzie terytorialnym; do rozpatrzenia projektu ustawy konstytucyjnej o Trybunale Konstytucyjnym i do rozpatrzenia projektu ustawy o obowiązkach i prawach posłów na Sejm Polskiej Rzeczypospolitej Ludowej.
Pochowany na cmentarzu komunalnym w Opolu (5NC/1/5).

## Ordery i odznaczenia
- Krzyż Komandorski Orderu Odrodzenia Polski
- Krzyż Kawalerski Orderu Odrodzenia Polski
- Złoty Krzyż Zasługi
- Srebrny Krzyż Zasługi
- Medal za Długoletnie Pożycie Małżeńskie (1994)[3]
- Medal 10-lecia Polski Ludowej (1955)[4]